# Groupe ouvrier (Frankreich)

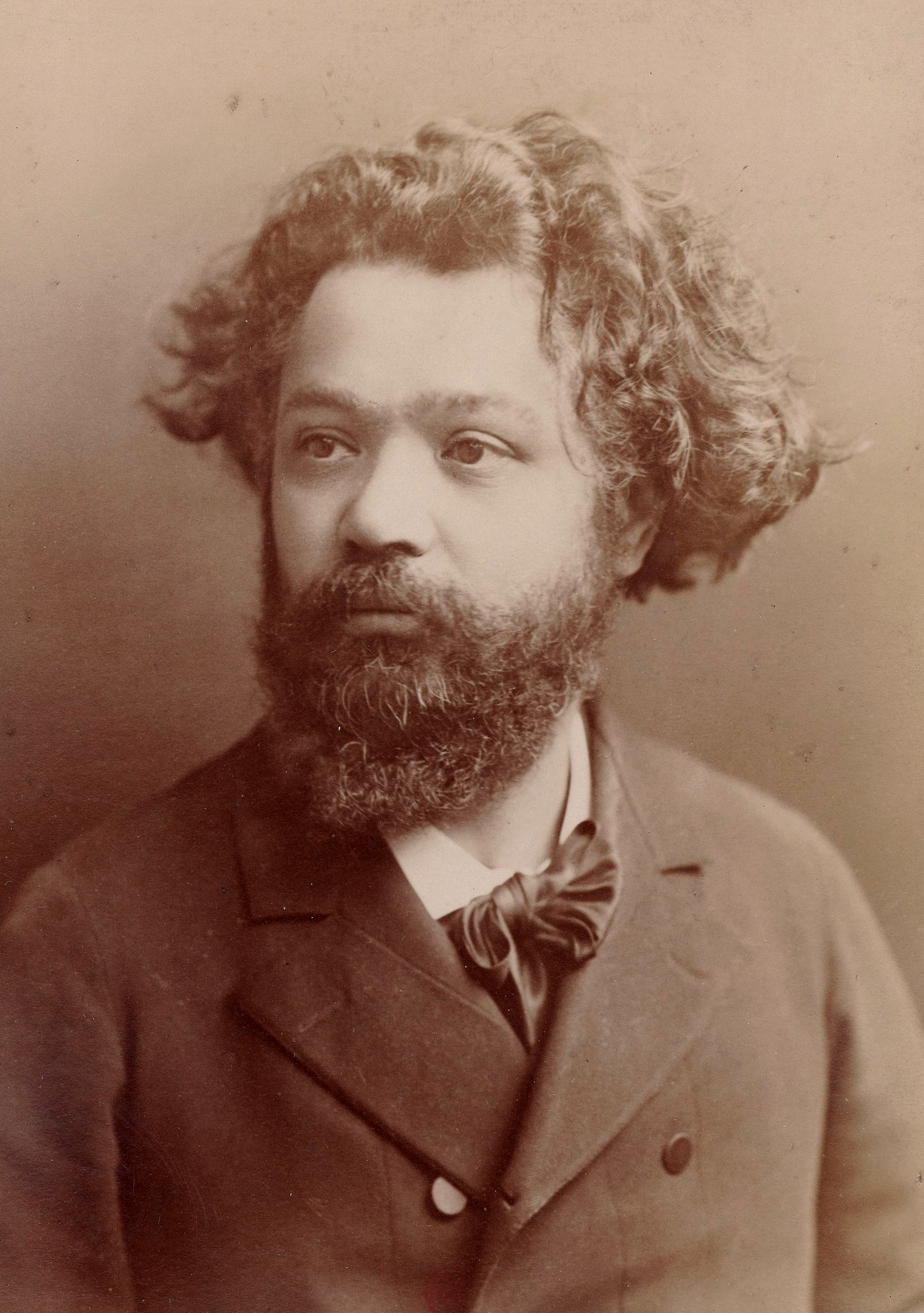
Clovis Hugues (Nadar)

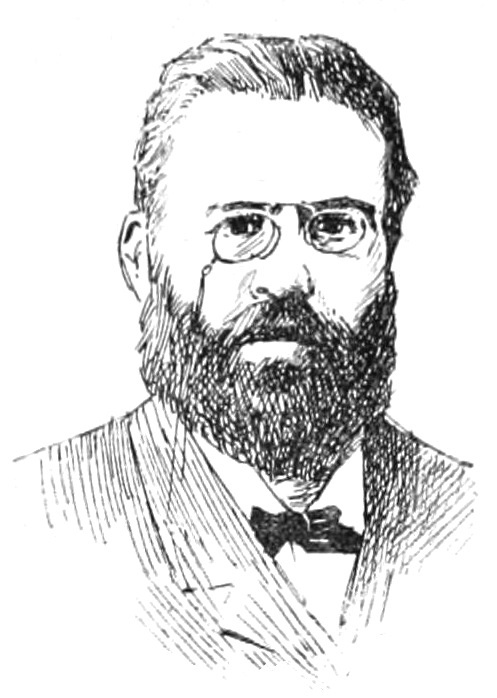
Antide Boyer

Die Groupe des députés ouvriers socialistes (Fraktion der sozialistischen Arbeiterabgeordneten), auch Groupe ouvrier (Arbeiterfraktion) oder Groupe ouvrier socialiste (sozialistische Arbeiterfraktion) genannt, 1887 umbenannt in Groupe des députés républicains socialistes (Fraktion der republikanischen sozialistischen Abgeordneten) (Kurzbezeichnung „groupe socialiste“), war eine 1886 gegründete und bis 1902 bestehende sozialistische Parlamentsfraktion in der Abgeordnetenkammer der Dritten Französischen Republik.

## Geschichte
Nachdem Clovis Hugues in der Legislaturperiode von 1881 bis 1885 noch der einzige sozialistische Abgeordnete gewesen war, waren nach den Wahlen von 1885 mehrere Abgeordnete dieser politischen Richtung im Parlament vertreten. Es handelte sich um parteipolitisch unabhängige Kandidaten, die nicht den damals bestehenden sozialistischen Parteien und Gruppen angehörten (Parti ouvrier français von Jules Guesde, Fédération des travailleurs socialistes de France von Paul Brousse und das Comité révolutionnaire central).
Auf Initiative von Antide Boyer beschlossen diese unabhängigen Sozialisten eine von der Extrême-Gauche (Radikalsozialisten) getrennte Fraktion zu bilden. Diese wurde im Januar 1886 gegründet. Das Manifest der Groupe des députés ouvriers socialistes wurde am 12. März von sieben Abgeordneten (Basly, Boyer, Camélinat, Brialou, Hugues, Planteau und Prudhon) unterzeichnet und in Le Cri du peuple veröffentlicht. Darin wurden die Ziele der Parlamentarier dargelegt: Sie sind entschlossen, „mit allen legitimen Mitteln die materiellen und moralischen Interessen der unterdrückten Lohnarbeiter zu verteidigen“ und fordern insbesondere „eine nationale und internationale Arbeitsgesetzgebung“ sowie eine „soziale Garantie gegen Arbeitslosigkeit, Krankheit, Unfall und Alter“. Boyer wurde Sekretär der Gruppe.
Am Ende der Legislaturperiode war die Fraktion, die im Dezember 1887 als Groupe des députés socialistes républicains neu gegründet worden war, durch den Boulangismus gespalten. Die nach den Parlamentswahlen von 1889 neu gebildete Arbeiterfraktion schloss sowohl die Boulangisten als auch die Mitglieder der Société des droits de l'homme et du citoyen, die sogenannten Kadetten, aus.
Die Fraktion, die 1893 in Union socialiste umbenannt wurde, umfasste nun Abgeordnete aller Richtungen des französischen Sozialismus, von den „Revolutionären“ (Parti ouvrier français, Comité révolutionnaire central) bis zu den „Reformisten“ (Fédération des travailleurs socialistes de France, Parti ouvrier socialiste révolutionnaire und Socialistes indépendants). Die Abgeordneten der Allemanisten (Parti ouvrier socialiste révolutionnaire) bildeten jedoch ab Dezember 1894 eine eigene Fraktion, die Socialiste Révolutionnaire.
Die 1898 neu gegründete Fraktion erlebte im Juni 1899 eine erste Krise, als die Revolutionäre, die sich gegen die Berufung von Alexandre Millerand (Socialistes indépendants) in die neue Regierung Waldeck-Rousseau an der Seite von General Galliffet, dem ehemaligen „Henker der Kommune“, aussprachen, die Fraktion verließen. Sie bildeten die kurzlebige Fraktion Socialiste Révolutionnaire, die aus 26 Abgeordneten bestand. Im Dezember 1899 schlossen sich jedoch alle sozialistischen Abgeordneten wieder zur Fraktion der Sozialistischen Partei zusammen, nachdem der Generalkongress der sozialistischen Organisationen Frankreichs das Prinzip der Regierungsbeteiligung unter „außergewöhnlichen Umständen“ gebilligt hatte.
Im Bestreben, die französischen Sozialisten zu einigen, schlossen sich die verschiedenen Strömungen 1902 zu zwei Parteien zusammen: die Parti socialiste de France für die Revolutionäre um Jules Guesde und die Parti socialiste français für die Reformisten um Jean Jaurès. Nach den Parlamentswahlen von 1902 waren sich Revolutionäre und Reformisten uneinig über die Haltung gegenüber der Regierung Combes. Während Jaurès und die Parti socialiste français den Linksblock teilweise unterstützten, lehnten die Abgeordneten der Parti socialiste de France jede Beteiligung an einer „bürgerlichen Regierung“ ab. Zu Beginn der Legislaturperiode spaltete sich die sozialistische Fraktion in eine neue Fraktion Socialiste révolutionnaire und eine Fraktion Socialiste parlementaire.
Die meisten sozialistischen Abgeordneten fanden sich jedoch 1905 nach der Gründung der Section française de l’Internationale ouvrière und der Bildung der Fraktion Socialiste unifié wieder zusammen. Einige unabhängige Sozialisten wie Alexandre Millerand oder Aristide Briand, die gegen diese Vereinigung waren, blieben in der Fraktion der Socialiste parlementaire, die die Grundlage der späteren Republikanisch-Sozialistischen Partei bildete.

## Gruppenstärke
- 1886 (Députés ouvriers socialistes) 8/584 Abgeordnete
- 1887 (Députés ouvriers socialistes) 23/584 Abgeordnete
- 1889 (Ouvrier) 14/573 Abgeordnete
- 1893 (Union socialiste) 40/581 Abgeordnete
- 1898 (Union socialiste) 37/620 Abgeordnete
- 1899 (Groupe parlementaire du Parti socialiste) 37/620 Abgeordnete

## Prominente Mitglieder
- Émile Basly
- Georges Brialou
- Antide Boyer
- Bernard Cadenat
- Zéphirin Camélinat
- Gustave Paul Cluseret
- Paschal Grousset
- Arthur Groussier
- Jules Guesde
- Abel Hovelacque
- Clovis Hugues
- Jean Jaurès
- Paul Lafargue
- Charles-Ange Laisant
- Francis Laur
- Alexandre Millerand
- Ulysse Pastre
- François Planteau
- Hippolyte Prudhon
- Marcel Sembat
- Christophe Thivrier
- Édouard Vaillant
- René Viviani
- Alexandre Zévaès[17]